# Carter the Unstoppable Sex Machine
Carter The Unstoppable Sex Machine (или Carter USM) — британская инди-рок-группа, образованная в Ламбете (Южный Лондон) в 1987 году Джимом «Jim Bob» Моррисоном и гитаристом Лесом «Fruitbat» Картером.
Carter USM, считавшиеся участниками grebo-движения, исполняли танцевальный поп-рок; при этом, однако они, как отмечает Allmusic, в отличие, скажем, от Pet Shop Boys, взяли за стилистическую основу не диско-поп, а разнообразные влияния андеграундной клубной сцены, используя, наряду с драм-машиной, живой гитарный звук и семплы. Более того, в музыке дуэта отчётливо прослеживались и панк-влияния, выражавшиеся прежде всего в сатирических текстах, высмеивавших, в основном, поп-культуру прошлого и настоящего в любых её проявлениях.
После успеха в 1992 году альбома The Love Album, поднявшегося до #1 в UK Albums Chart, дуэт стал постепенно превращаться в секстет. Carter USM распались в 1998 году, выпустив семь студийных альбомов. Три из них входили в первую британскую десятку.

## Дискография

### Альбомы
- 101 Damnations (1990)
- 30 Something (1991)
- 1992 — The Love Album (1992)
- Post Historic Monsters (1993)
- Starry Eyed And Bollock Naked (сборник би-сайдов, 1994)
- Worry Bomb (1994)
- Straw Donkey… The Singles (1995)
- A World Without Dave (1997)
- I Blame The Government (1998)
- Sessions (1998)
- Live! (1999)
- The Good, the Bad, the Average and Unique (2005)
- You Fat Bastard (2007)